# Okres przygotowawczy
Okres przygotowawczy – amerykański film z 1962 r., wyreżyserowany przez George’a Roya Hilla. Ekranizacja sztuki Tennessee Williamsa.